# بيل شانكلي
ويليام «بيل» شانكلي Bill Shankly، من مواليد 2 سبتمبر 1913 في غلينبوك في اسكتلندا، وتوفي 29 سبتمبر 1981 في ليفربول في إنجلترا، لاعب كرة قدم اسكتلندي سابق ومدرب كرة قدم اسكتلندي سابق.
بدأ مسيرته الكروية مع نادي كارلزلي يونايتد في موسم 1932/1933، وشارك معهم في 16 مباراة، وفي عام 1933 انتقل إلى نادي بريستون نورث إند، ولعب معهم حتى عام 1949، وشارك معهم في 296 مباراة وسجل 13 هدف.
و قد لعب مع منتخب اسكتلندا لكرة القدم في الفترة ما بين 1938 و1944، وشارك معهم في 5 مباريات.
و قد بدأ مسيرته التدريبية مع نادي كارلزلي يونايتد في عام 1949، ودربهم حتى عام 1951، وفي عام 1951 انتقل إلى تدريب نادي غريمبسي تاون، ودربهم حتى عام 1954، وفي موسم 1954/1955 درب نادي ووركنغتون، وفي عام 1956 درب نادي هدرسفليد تاون حتى عام 1959، وفي عام 1959 انتقل إلى تدريب نادي ليفربول، ودربهم حتى عام 1974.
عين بيل شانكلي مدرباً لليفربول في عام 1959. عند وصوله سرح 24 لاعباً وحول غرفة تخزين أحذية في الأنفيلد إلى غرفة يجتمع فيها المدربون ويناقشون الإستراتيجية، هنا بدأ شانكلي بالاجتماع مع أعضاء «غرفة الأحذية» الآخرون جوي فاغان وروبن بينيت وبوب بيزلي في تشكيل الفريق.
صعد النادي للدرجة الأولى مرة أخرى عام 1962 وفاز بها في 1964، لأول مرة في 17 سنة. في 1965، فاز النادي بكأس الاتحاد الإنجليزي لأول مرة. في 1966، فاز النادي بالدرجة الأولى لكن خسر لصالح بروسيا دورتموند في نهائي كأس الاتحاد الأوروبي للأندية أبطال الكؤوس. ليفربول فاز بالدوري وكأس الاتحاد الأوربي في موسم 1972–73، وكأس الاتحاد الإنجليزي في الموسم التالي. بعد ذلك اعتزل شانكلي وحل محله مساعده بوب بيزلي.

## روابط خارجية
- بيل شانكلي على موقع IMDb (الإنجليزية)
- بيل شانكلي على موقع الموسوعة البريطانية (الإنجليزية)
- بيل شانكلي على موقع ميوزك برينز (الإنجليزية)
- بيل شانكلي على موقع قاعدة بيانات كرة القدم.إي يو (الإنجليزية)
- بيل شانكلي على موقع ناشيونال فوتبول تيمز (الإنجليزية)
- بيل شانكلي على موقع عالم كرة القدم.نت (الإنجليزية)
- بيل شانكلي قاعة قاعة إسكتلندا للمشاهير الرياضية (الإنجليزية)